# Horst Brünner
Horst Brünner, né en février 1929 à Mysłakowice et mort le 19 juin 2008 à Blankensee, est un militaire est-allemand, vice-ministre de la Défense nationale du gouvernement de la République démocratique allemande et chef de l'administration politique principale de l'Armée populaire nationale.

## Biographie
Fils de maçon, il apprend le métier d'employé d'industrie de 1943 à 1946. En 1946, il devient membre de la Jeunesse libre allemande . Après avoir rejoint le Parti socialiste unifié d'Allemagne en 1948, il travaille au bureau de police du district de Löbau. De 1949 à 1951, il est Commissaire politique à l'école de police de Pirna. Il occupe divers postes dans la Kasernierte Volkspolizei avant de devenir, de 1956 à 1958, commandant adjoint et chef du département politique de la 6e division de chasseurs motorisés de Prenzlau. De 1959 à 1962, il est élève officier à l'Académie militaire ANV Friedrich Engels à Dresde. De 1962 à 1965, il est chef de département à l'administration politique principale du Ministère de la Défense nationale de la RDA.
Il rejoint ensuite les troupes frontalières pendant trois ans. Il suit les cours de l'Académie d'état-major de l'Union soviétique de 1968 à 1970 dont il sort avec un diplôme en sciences militaires. Après sa nomination au poste de Major général le 1er mars 1971, il est sous-chef du district militaire III (Leipzig) et chef de l'administration politique. En 1972, il rejoint le ministère de la Défense nationale où il occupe un poste politique. Pour le 20e anniversaire de la fondation de l'Armée nationale populaire le 1er mars 1976, il est promu lieutenant général. En 1986, il entre au Comité central du SED. De 1985 à 1989, il succède à Heinz Keßler en tant que vice-ministre de la Défense nationale et chef de l'administration politique principale. Dans cette fonction, il est promu Generaloberst le 1er mars 1987. Il est l'un des onze officiers promus à ce grade. Le 26 mars 1986, il est élu président de l' association sportive militaire Vorwarts. De 1986 à 1989, il est membre du Conseil de la défense nationale. À peu près à la même période, de 1986 au 17 mars 1990, il siège comme député à la Chambre du peuple. Horst Brünner, comme le Generaloberst Horst Stechbarth et Wolfgang Reinhold, est libéré du service actif le 31 décembre 1989.
Brünner est inculpé lors des procès de 1998 (Mauerschützenprozesse (de)) concernant les victimes de tirs policiers lors de tentatives de franchir le Mur de Berlin. Il est condamné le 24 juillet 1998 par la 28e Grande chambre criminelle du tribunal régional de Berlin dans la même procédure que Manfred Graetz, Wolfgang Herger et Heinz Tappert pour complicité d'homicide involontaire et condamné à deux ans de prison avec sursis.

## Distinctions
- 1978 : Ordre du mérite patriotique en argent
- 1980 : Médaille d'or Ernst Schneller
- 1981 : Titre honorifique Médaille de membre de la Nationale Volksarmee
- 1984 : Ordre de Scharnhorst
- 1986 : Ordre du mérite patriotique en or
- 1989 : Ordre de Karl-Marx